# Sensibilitat a la fricció
La sensibilitat la fricció és una aproximació de la quantitat de fricció o fregament que un compost pot suportar abans que exploti prematurament. Per exemple, la nitroglicerina té una molt alta sensibilitat a la fricció, cosa que significa que amb molt poca fricció es pot desencadenar una violenta explosió. No hi ha cap determinació exacta de la quantitat de fricció necessària per desencadenar l'explosió en un compost, però s'hi aproxima per la determinació de la quantitat de força aplicada i per la quantitat de temps abans que esclati el compost.